# David Pittman-Jennings

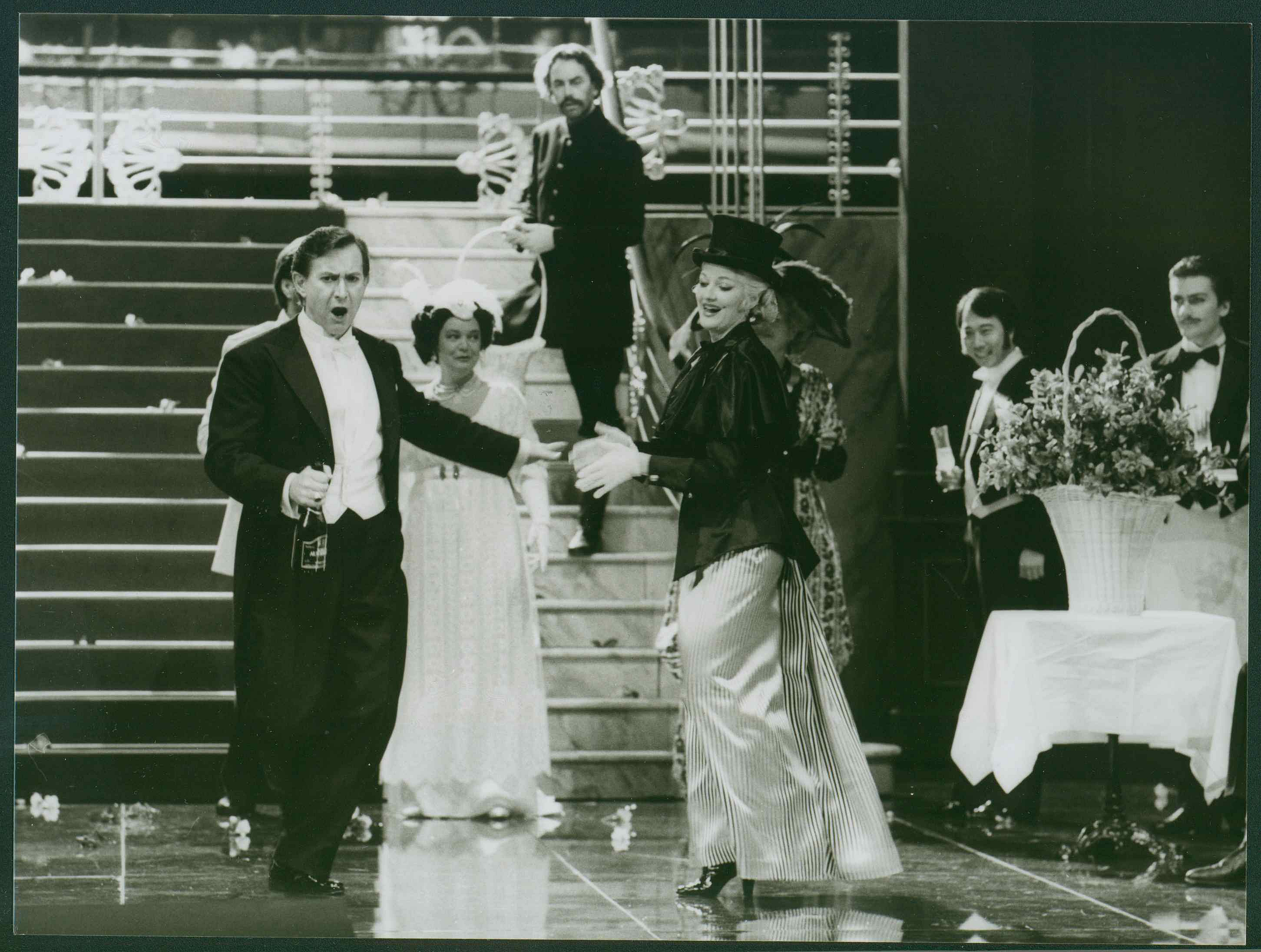
David Pittman-Jennings (links) in Arabella am Badischen Staatstheater Karlsruhe (1989)

David Pittman-Jennings (geb. 1946 in Duncan, Oklahoma) ist ein US-amerikanischer Opernsänger (Bassbariton).

## Leben
Pittman-Jennings studierte bei Loren Larence Zachary in Norman und Elisabeth Parham in Los Angeles. Sein Operndebüt gab er 1976 am Grazer Landestheater.
Auftritte hatte er an der Operá National in Paris, der Mailänder Scala, der Deutschen Oper Berlin, dem Gran Teatre de Liceu Barcelona, dem Teatro Colón in Buenos Aires, der Hamburger Staatsoper und dem Theater an der Wien.
Er war der Lehrer von Krista Wigle (Sopran), Caroline Stam (Sopran), Maartje de Lint (Mezzosopran) und Matthijs Mesdag (Bariton).

## Rollen (Auswahl)
- 2015: Geschichten aus dem Wiener Wald (als Mister), Theater an der Wien
- Moses und Aron (als Moses)
- Wozzeck (als Wozzeck)

## Auszeichnungen
- Erster Preis beim "National Vocal Competition Loren Zachary" in Los Angeles
- Grammy für Bestes kleines Ensemble (Schönberg: "Pierrot Lunaire, Op. 21"; "Herzegewächse, Op. 20"; "Ode To Napoleon Buonaparte, Op. 41" – Pierre Boulez, Dirigent; Ensemble InterContemporain; David Pittman-Jennings, Bariton; Christine Schäfer, Sopran)

## Tonträger (Auswahl)
- Requiem für einen jungen Dichter (1967/69) (Claudia Barainsky, Bernd Alois Zimmermann, Holland Symfonia etc., Leitung: Bernhard Kontarsky), Cybele Records SACD 860.501 (2008) (Hybrid-Super-Audio-CD in Stereo / 5.0-kanaligem Surround Sound)